# Aqua Pacific
Aqua Pacific était un studio de développement de jeux vidéo britannique fondé en 1999. Il a fermé ses portes en 2007.

## Ludographie
- 1999 : Carmageddon sur PlayStation
- 1999 : Babe and Friends sur Game Boy Color
- 2000 : Mia Hamm Soccer Shootout sur Game Boy Color
- 2000 : Carmageddon sur Game Boy Color
- 2000 : Titus the Fox sur Game Boy Color
- 2000 : Rayman Junior : Anglais sur PlayStation
- 2000 : Rayman Junior : Niveau 1 sur PlayStation
- 2000 : Rayman Junior : Niveau 2 sur PlayStation
- 2000 : Army Men: Sarge's Heroes sur Windows
- 2001 : Rayman Junior : Niveau 3 sur PlayStation
- 2001 : European Super League sur Game Boy Color et Game Boy Advance
- 2001 : Army Men: Air Attack sur Windows
- 2001 : Rayman Junior sur PlayStation
- 2001 : Lucky Luke : La Fièvre de l'ouest sur PlayStation
- 2002 : Zidane Football Generation sur Game Boy Color et Game Boy Advance
- 2003 : Roland Garros 2003 sur PlayStation 2
- 2003 : Perfect Ace: Pro Tournament Tennis sur PlayStation 2
- 2003 : Agassi Tennis Generation sur PlayStation 2 et Game Boy Advance
- 2004 : Casino Challenge sur PlayStation 2
- 2004 : International Golf Pro sur PlayStation 2
- 2004 : Formula Challenge sur PlayStation 2
- 2004 : GT Racers sur PlayStation 2
- 2005 : Perfect Ace 2: The Championships sur PlayStation 2 et Windows
- 2006 : Leaderboard Golf sur PlayStation 2
- 2006 : Super Fruit Fall sur PlayStation 2
- 2006 : Carwash Tycoon sur PlayStation 2
- 2006 : Chemist Tycoon sur PlayStation 2
- 2006 : Dr. Dolittle sur PlayStation 2
- 2006 : Retro sur PlayStation 2
- 2006 : Babe sur PlayStation 2
- 2007 : International Tennis Pro sur PlayStation 2
- 2007 : Super Fruit Fall sur Nintendo DS